# 野矮長頜魚
野矮長頜魚，為輻鰭魚綱骨舌魚目象鼻魚科的其中一種，分布於非洲佛塔河及剛果河流域，體長可達8.6公分。